# Centro de Información Documental de Archivos
El Centro de Información Documental de Archivos (CIDA) és un òrgan del govern espanyol, dependent de la Subdirecció General dels Arxius Estatals, al seu torn depenent jeràrquicament del Ministeri d'Educació, Cultura i Esport. Té com a missió la difusió del patrimoni documental custodiat als arxius espanyols. Aquesta tasca es realitza principalment a través de l'elaboració de bases de dades accessibles en línia. Va ser creat el 1977, a través del Reial decret 2258/1977, del 27 d'agost, com a successor de l'anterior Servicio Nacional de Información Documental y Bibliográfica, fundat el 1952. Actualment té la seu a la ciutat d'Alcalá de Henares (Comunitat de Madrid), al mateix edifici on hi ha l'Archivo General de la Administración. Així mateix, compta amb una biblioteca, de lliure accés, especialitzada en arxius, arxivística i altres ciències relacionades.